# Liriomyza schmidti
Liriomyza schmidti är en tvåvingeart som beskrevs av Aldrich 1929. Liriomyza schmidti ingår i släktet Liriomyza och familjen minerarflugor. Inga underarter finns listade i Catalogue of Life.